# آشخن هاروتیونیان
آشخت کریتساپوری هاروتیونیان (تر-خاچاطریان) (ارمنی: Աշխեն Քրիստափորի Հարությունյան (Տեր-Խաչատրյան؛  زادهٔ ۹ مارس ۱۸۹۴ - درگذشته ۲۶ مهٔ ۱۹۷۹) یک شیمی‌دان و استاد اهل ارمنستان بود.

## زندگی‌نامه
در ۹ مارس ۱۸۹۴ در تفلیس به دنیا آمد .   وی همچنین برنده دانشمند شایسته ارمنستان شوروی (۱۹۶۷) شده است. وی در ۲۶ مهٔ ۱۹۷۹ در سن ۸۵ سالگی در ایروان درگذشت.

## یادداشت
1. ↑  քիմիական գիտությունների դոկտոր